# Rancho Nuevo de Dolores
Rancho Nuevo de Dolores är en ort i Mexiko.   Den ligger i kommunen Irapuato och delstaten Guanajuato, i den centrala delen av landet, 270 km nordväst om huvudstaden Mexico City. Rancho Nuevo de Dolores ligger 1 717 meter över havet och antalet invånare är 615.
Terrängen runt Rancho Nuevo de Dolores är platt åt sydost, men åt nordväst är den kuperad. Runt Rancho Nuevo de Dolores är det ganska tätbefolkat, med 199 invånare per kvadratkilometer. Närmaste större samhälle är Irapuato, 8,2 km nordost om Rancho Nuevo de Dolores. Trakten runt Rancho Nuevo de Dolores består till största delen av jordbruksmark.